# Louis Gillet (architecte)
Pour les articles homonymes, voir Gillet.
Louis Gillet  est un architecte français né à Paris en 1848 et décédé en 1920 auteur de bâtiments publics dans la Marne.

## Biographie
Fils de Jean Baptiste Victor Gillet, architecte, il est entré à l'École nationale supérieure des beaux-arts en 1867. Il est inspecteur des travaux intérieur des hôpitaux de la Maternité et de Lourcine à Paris et il travaille avec son père, Emile Vaudermer et Théodore Labrouste.
Il se retrouve mobilisé lors de la Guerre de 1870-71 dans le 6e Mobiles de la Seine ce qui le fit participer aux batailles du plateau d'Avron, de Champigny et de Buzenval.
Il mène ensuite une carrière d'architecte officiel en devenant le 11 août 1875 architecte départemental de la Marne. Il a participé à la construction de la maison d’arrêt de Reims avec François Hennebique, à celle de Sainte-Menehould puis au cirque de Châlons et à la maison de M. Grandthille de la rue de Terline. Il a participé à plusieurs reprises à la réfection du palais de justice d'Épernay, à l'asile pour vieillards et pour aliénés de Châlons, à la préfecture de Châlons pour le gaz, des salons.
Ce poste ne lui convient pas et il démissionne pour ouvrir un cabinet privé et d'agent technique pour la maison Hennebicque qui est le moment de ses principales réalisations. L'école/mairie et l'église de Massiges, le monument à Carnot qui était sur la place Foch de Châlons avec Massoule pour le buste et Ernest Dagonet pour les bas-reliefs, L'école/mairie de Moslins, de Bussy-le-Château, de Grauve, de Loisy-en-Brie, de Sompuis, d'Ambonnay, école d'instituteurs et d'institutrices de Châlons en 1881. Il participait à l'embellissement de la ville de Vitry-le-François par des arcs de triomphe et des guirlandes pour la visite du président Loubet en 1891.
Il fut membre de l'association départementale des architectes de la Marne et de l'association d'agriculture, sciences et arts du même département. Il eut des commandes en Algérie et en Tunisie (à Bizerte). 

## Distinctions
- Officier d'académie
- Officier du Nichan Iftikhar

Il fut officier des palmes académiques et du Nichan Iftikhar.

## Images

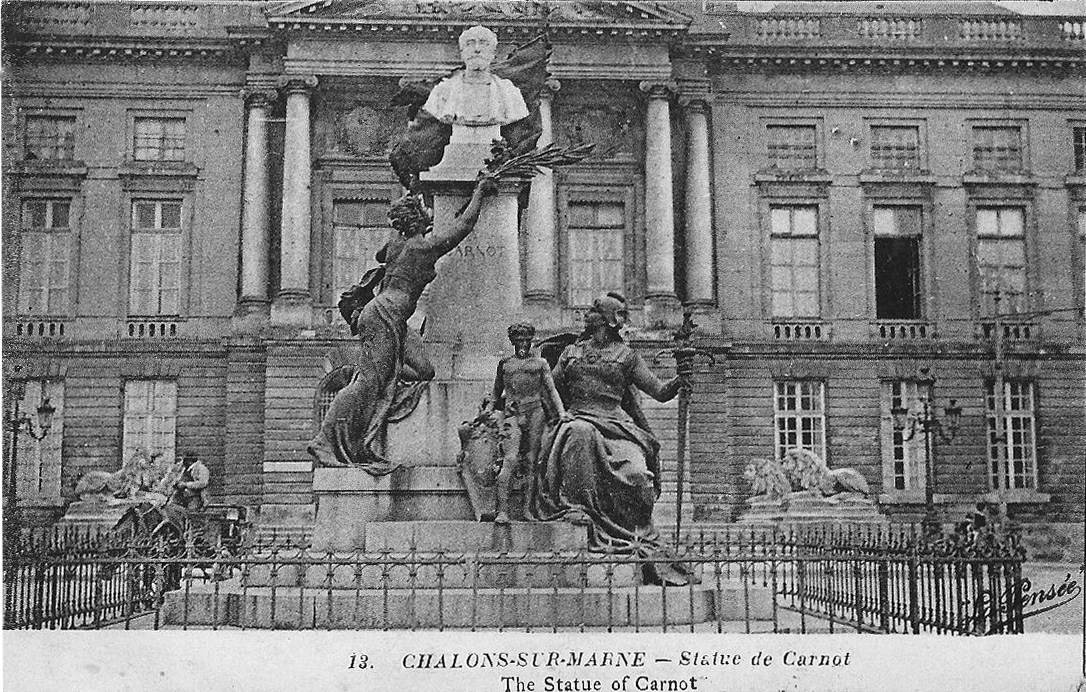
Le monument à Carnot de Châlons.
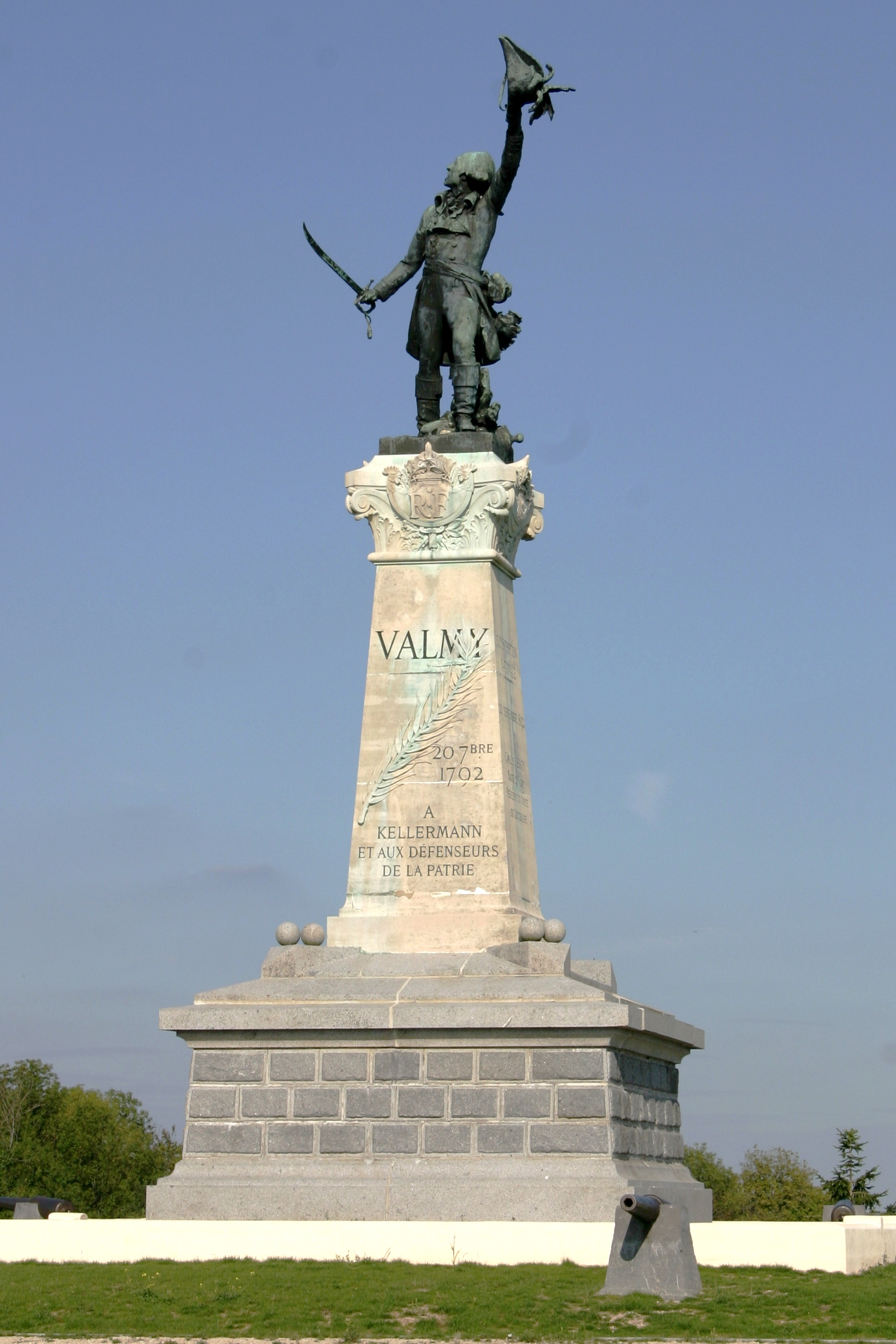
Monument Kellermann à Valmy[1].
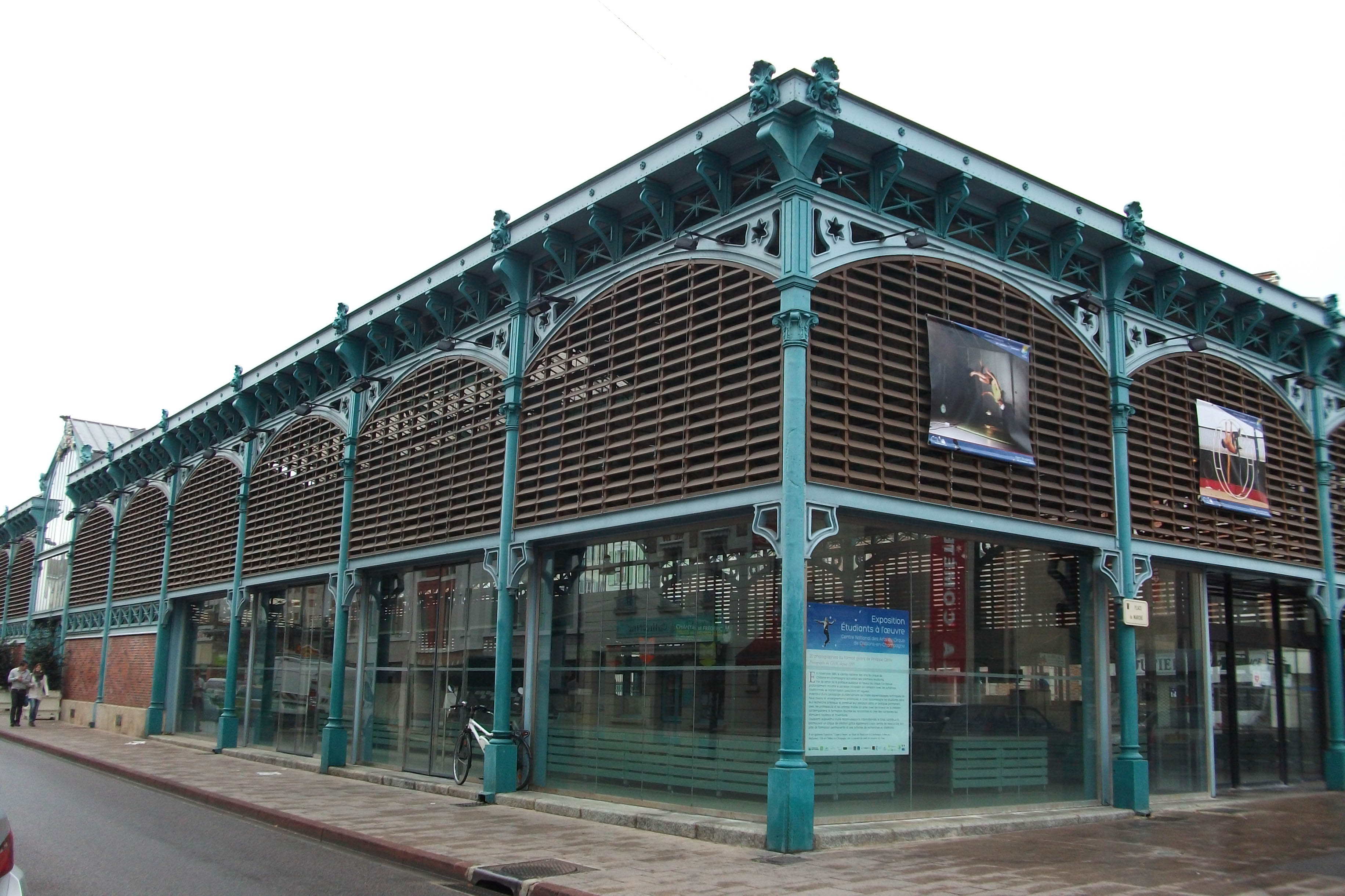
Le Marché couvert de Châlons.
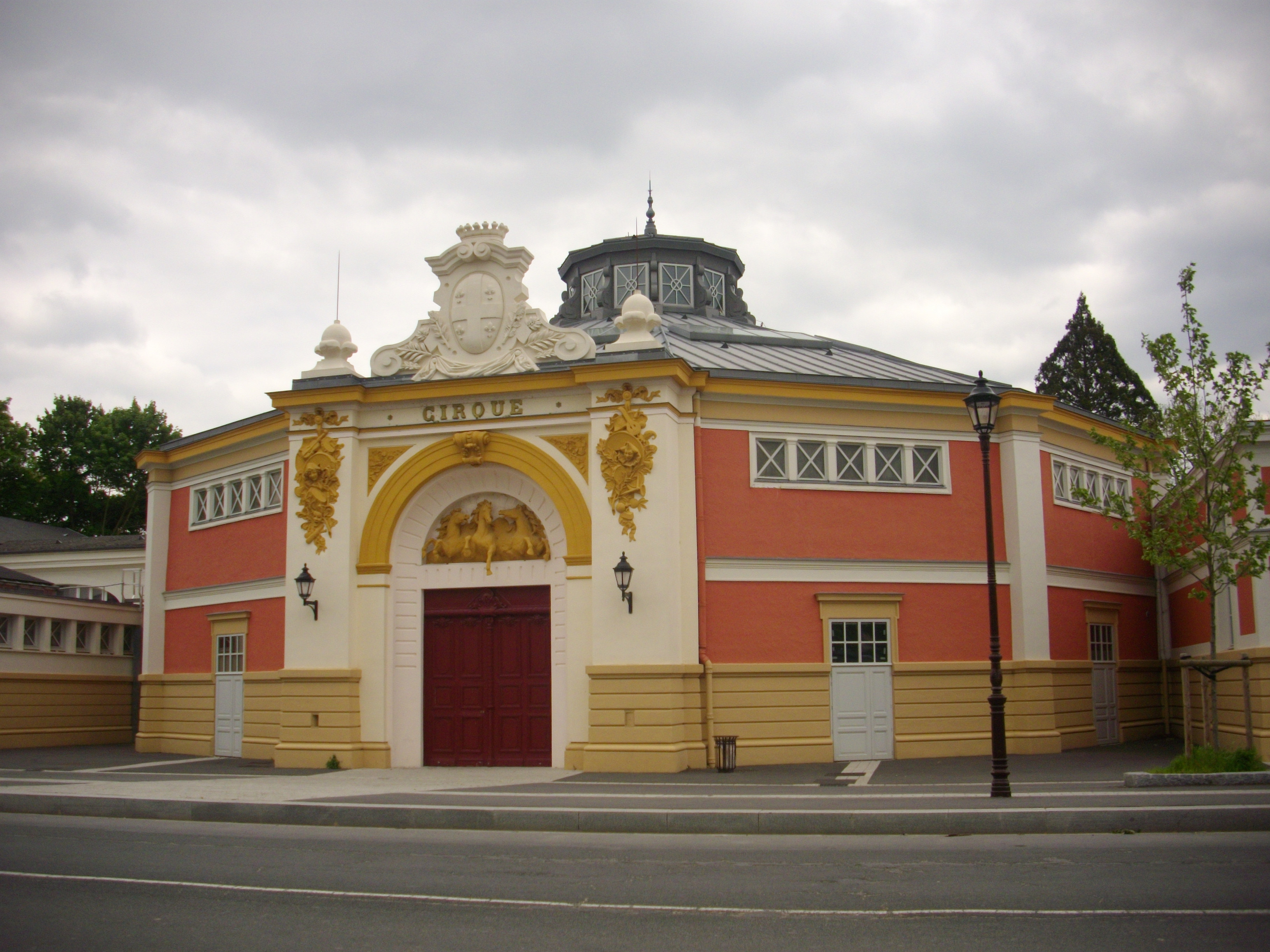
Le cirque[2].
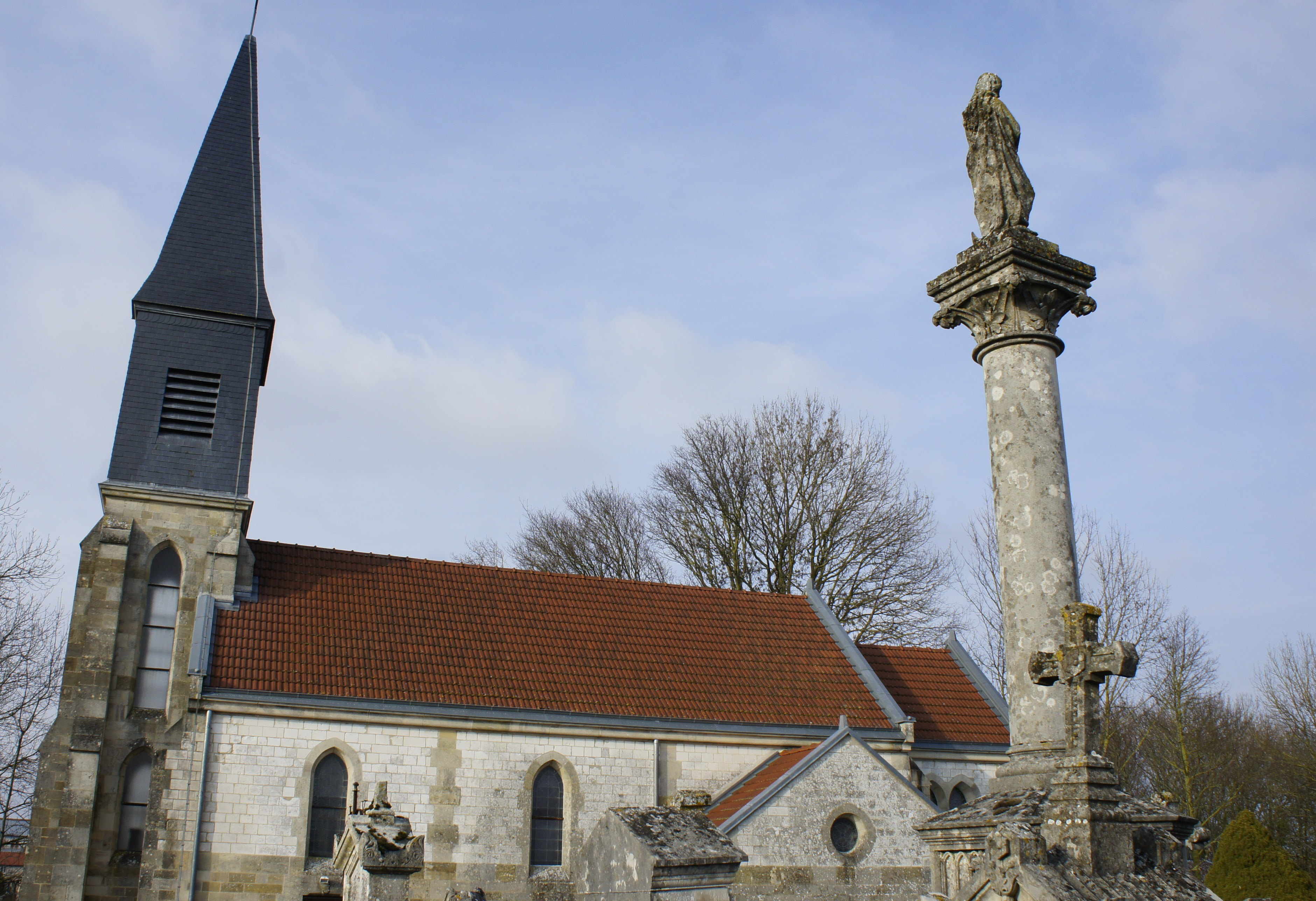
Église d'Herpont.

La maison individuelle est labellisée Architecture contemporaine remarquable.